# Barbadisch-deutsche Beziehungen
Die Barbadisch-deutschen Beziehungen sind das zwischenstaatliche Verhältnis zwischen Barbados und Deutschland. Barbados und Deutschland nahmen 1966 offiziell diplomatische Beziehungen auf. Barbados betreibt keine Botschaft in Deutschland, stattdessen ist die Botschaft von Barbados in Brüssel (Belgien) für die Beziehungen zu Deutschland zuständig. Deutschland ist in Barbados durch seine regionale Botschaft für die östliche Karibik in Port of Spain (Trinidad und Tobago) und einen Honorarkonsul in Christ Church vertreten. 

## Geschichte
Von den späten 1620er Jahren bis 1966 war Barbados Teil des britischen Empire und ein wichtiger regionaler Stützpunkt der britischen Streitkräfte. Im Jahr 1874 erlitt die deutsche Bark Pierre Buyper an der Küste von Barbados Schiffbruch. Während des Ersten und Zweiten Weltkriegs wurden einige barbadische Soldaten zu den britischen Streitkräften eingezogen, um im Krieg gegen Deutschland zu kämpfen. Zwölf Männer aus Barbados bildeten das Second Barbados Contingent of Volunteers for the Armed Forces. Sie wurden für die Royal Air Force rekrutiert. Im November 1940 verließen sie Barbados in Richtung England, um gegen Deutschland zu kämpfen. Am 11. September 1942 patrouillierte das deutsche U-Boot U-514 in den Gewässern von Barbados, wo es das kanadische Dampfschiff Cornwallis vor der Küste der Hauptstadt torpedierte. Das Schiff wurde in Barbados an Land gebracht, bevor es später ein zweites Mal torpediert wurde und sank. Das Schiffswrack wurde später in einen Riff- und Meerespark umgewandelt.
Nach der Unabhängigkeit von Barbados vom Vereinigten Königreich wurden 1966 diplomatische Beziehungen zur Bundesrepublik Deutschland etabliert. Mit der DDR bestanden nie diplomatische Kontakte. Beide Länder haben in der Folgezeit freundschaftliche, aber nicht besonders intensive Beziehungen etabliert. Zu kulturellen und ökonomischen Kontakten kommt es hauptsächlich durch die Besuche deutscher Touristen auf dem Inselstaat. Ein bilaterales Abkommen über die Befreiung von der Visumpflicht für kurzfristige Aufenthalte (von bis zu drei Monaten) für barbadische und deutsche Staatsangehörige trat am 28. Mai 2009 in Kraft. Im Jahr 2010 kündigte die deutsche Fluggesellschaft Condor gegenüber den barbadischen Luftfahrtbehörden an, dass sie ihre wöchentlichen Flüge zwischen Barbados und Deutschland verdoppeln.

## Wirtschaftsbeziehungen
Der Warenhandel zwischen Barbados und Deutschland ist nicht sehr bedeutend. 2024 lagen die deutschen Warenexporte nach Barbados bei 23 Millionen Euro und die Importe aus dem Land bei 5 Millionen Euro. In der Rangliste der deutschen Handelspartner nahm Barbados damit Rang 172 ein.
Deutschland und Barbados unterzeichneten 2002 ein Abkommen zum Schutz und zur Förderung von Investitionen. 2008 gehörte Barbados zu den Ländern, die ein wirtschaftliches Partnerschaftsabkommen mit der EU unterzeichneten.
Über die Zusammenarbeit mit der CARICOM ist Deutschland an Projekten zur Förderung einer nachhaltigen Entwicklung auf Barbados beteiligt. Deutschland ist außerdem ein Mitglied der Karibischen Entwicklungsbank.